# Публий Корнелий Сципион (авгур)
Публий Корнелий Сципион (лат. Publius Cornelius Scipio; предположительно 216/215 — 167/162 годы до н. э.) — римский религиозный деятель из патрицианского рода Корнелиев, авгур, историк. Сын Публия Корнелия Сципиона Африканского и приёмный отец Публия Корнелия Сципиона Эмилиана.

## Происхождение
Публий Корнелий принадлежал к знатному патрицианскому роду этрусского происхождения. Он был старшим сыном Публия Корнелия Сципиона Африканского и Эмилии Терции и, таким образом, приходился внуком Луцию Эмилию Павлу, погибшему при Каннах, и племянником Луцию Эмилию Павлу Македонскому. У Публия был младший брат Луций и две сестры Корнелии — жёны Публия Корнелия Сципиона Назики Коркула и Тиберия Семпрония Гракха.

## Биография
Точная дата рождения Публия Корнелия неизвестна. По мнению Г. Самнера, это мог быть 216 или 215 год до н. э., по мнению Т. Бобровниковой — самое позднее 210 год до н. э. В 180 году до н. э. Сципион стал членом жреческой коллегии авгуров, заняв в ней место Спурия Постумия Альбина; не позже 168 года до н. э. он усыновил своего двоюродного брата и ещё был жив в 167 году, на котором обрывается сохранившаяся часть «Истории Рима от основания города» Тита Ливия. Известно, что Публий умер раньше матери, то есть до 162 года до н. э.
Сципион не сделал политическую карьеру. По словам Гая Веллея Патеркула, он «не сохранил от отцовского величия ничего, кроме блеска имени и силы красноречия». Марк Туллий Цицерон пишет, что только из-за слабого здоровья Сципион не смог уподобиться отцу: «Какое хрупкое здоровье было у него! Вернее, он был вообще лишён его. Будь иначе, он был бы вторым светилом государства». Публий Корнелий сосредоточился на интеллектуальной деятельности: он получил прекрасное образование, написал по-гречески «очень приятным слогом» «отрывок из римской истории», произнёс и издал ряд небольших речей. Тексты этих произведений сохранились по крайней мере до 46 года до н. э., и Цицерон констатирует, что при наличии крепкого здоровья Сципион мог бы стать одним из лучших ораторов своего времени.

## Семья
Родных детей у Публия не было. Он усыновил двоюродного брата, сына Луция Эмилия Павла Македонского, который после этого носил имя Публий Корнелий Сципион Эмилиан.

## Проблема Сципиона-фламина
Сохранилась эпитафия Публия Корнелия Сципиона, сына Публия, жившего во времена Республики. Из текста следует, что этот нобиль занимал должность фламина Юпитера и что ранняя смерть помешала ему затмить предков своей славой. Большинство исследователей полагает, что речь идёт о старшем сыне Сципиона Африканского, но есть и альтернативные версии, связанные с тем, что фламинат этого Публия Корнелия нигде больше не упоминается и что упомянутые в эпитафии блестящие карьерные перспективы не вяжутся с известиями о плохом здоровье Публия-сына. В частности, Г. Самнер полагает, что герой эпитафии — родной сын Сципиона-авгура, родившийся в 195/192 году до н. э. и умерший около 174 года до н. э. После его безвременной смерти, по мнению исследователя, Публий и решил усыновить кузена.